# Ulica Sukiennicza w Nysie
Ulica Sukiennicza – ulica przecinająca nyski rynek. Ulica zaliczana do jednej z najstarszych ulic w Nysie, wytyczona jeszcze przed lokacją miasta w 1223 r. Nazwa ulicy związana jest sukiennicami będącymi jeszcze w XIX wieku na północno-zachodniej pierzei, na pierzei wschodniej znajdował się Dom Wagi Miejskiej, kamienice oraz ratusz.
Przebudowana w 1821 roku w miejscu zlikwidowanych ław sukienniczych i kramów. W wyniku drugiej wojny światowej zabudowa ulicy została zniszczona, początkowo odbudowano tylko Dom Wagi Miejskiej, na pozostałej urządzono skwer. Na początku XXI w. na wschodniej stronie odbudowano część ratusza z wieżą. W 2019 r. zabudowano wschodnią stronę budynkiem o funkcji handlowej, usługowej i mieszkalnej zwanej Galeria Nysa. W 2022 r. trwają prace nad przebudową nawierzchni ulicy, po jej zakończeniu ma być zamknięta dla ruchu kołowego.
Ulica należy do kategorii dróg gminnych.